# Sturmabteilung

Het embleem van de Sturmabteilung

De Sturmabteilung (ook wel SA of Bruinhemden genoemd) was een door Adolf Hitler in 1921 opgerichte beschermingsdienst (knokploeg) met als belangrijkste taak het beschermen van de partijvergaderingen en manifestaties van de Nationaalsocialistische Duitse Arbeiderspartij (NSDAP) tegen interrupties of andere verstoringen van de speeches van de partijleiders. Er werd gewerkt met gewelddadige intimidatie, bedreiging, mishandelingen en doodslag.

## Voorgeschiedenis
De oprichting van de SA in 1921 was in feite een specifiek ten gunste van de nieuwe partij NSDAP meer georganiseerde en gedisciplineerde voortzetting van het geweld door allerlei bendes en militie-achtige groeperingen in het toenmalige politieke klimaat, zoals dat in Duitsland heerste sinds de door vrijkorpsen neergeslagen Duitse Novemberrevolutie, na de nederlaag van het Duitse Keizerrijk in de Wereldoorlog. 
Vooral de periode 1918-1921 was een politieke chaos, die gekenmerkt werd door gewelddadige confrontaties tussen de linkse revolutionairen en extreem-rechtse groeperingen, die werden versterkt door de vrijkorpsen. Die bestonden veelal uit ex-militairen die een cultuur van geweld paarden aan antidemocratische overtuigingen. Vrijwel overal in Duitsland slaagden zij erin revolutionaire tendensen gewelddadig de kop in te drukken: bijna overal in het land waren revolutionaire arbeiders- en soldatenraden gevormd, die door de rechts-extremisten en vrijkorpsen werden vernietigd. 
Daarmee was echter nog geen eind gekomen aan de confrontaties tussen linkse revolutionairen en het sinds 1920 opkomend nationaalsocialisme. In de periode sinds de oprichting van de Duitse Arbeiderspartij (DAP) in 1919, voortgezet onder Adolf Hitler als de Nationaalsocialistische Duitse Arbeiderspartij (NSDAP) in 1920, kwam het veelvuldig tot gewelddadige confrontaties tussen nazi´s en hun politieke tegenstanders. De NSDAP voegde aan het extreem-rechtse gedachtegoed van de DAP de nationaal-socialistische ideologie toe, met het bijbehorend antisemitisme en de mythe van een superieur verklaard Arisch ras.
Deze tegenstanders trachtten hun manifestaties te verstoren. De SA werd opgericht als een geüniformeerde ordedienst om met geweld tegen dergelijke verstoringen op te treden. Anderzijds terroriseerden groepen van de SA evenzeer bijeenkomsten van hun politieke tegenstanders en winkels van joden.
Het optreden van de SA als ordedienst (knokploeg) duurde voort tot in 1933 en daarna, toen de nazi´s aan de macht kwamen en meteen begonnen met het in Schutzhaft voor onbepaalde tijd interneren van politieke tegenstanders. Die tegenstanders betroffen met name de leden en aanhangers van de toenmalige Unabhängige Sozialdemokratische Partei Deutschlands en de Kommunistische Partei Deutschlands, die ten tijde van de nieuwe Weimarrepubliek een buitenparlementaire actieve militante houding aannamen tegen het opkomende nationaal-socialisme.

## Uitrusting
Leden van de SA werden 'Bruinhemden' genoemd, naar de kleur van hun uniformen. Aan hun bovenarm droegen zij een rode band met een hakenkruis (swastika).
De uniformen waaraan de benaming bruinhemden werd ontleend, betrof surplus-uitrusting die bestemd was geweest voor de troepen in de koloniën in de tropen, die Duitsland verloren had tijdens de Wereldoorlog: Duits-Oost-Afrika (Tanzania), Duits-Zuidwest-Afrika (Namibië), Kameroen, Togo en enkele andere gebieden.

## Bewapening
De leden van de SA waren doorgaans uitgerust met een knuppel en tevens (zoals ook de leden van de Hitlerjugend) met een dolk, terwijl sommigen zich ook bedienden van boksbeugels en ploertendoders, terwijl hun officieren veelal bewapend waren met een pistool. 
In de propaganda van de beweging waarin karikaturen een belangrijke rol speelden, werden zij zelf doorgaans afgeschilderd als fysiek stevig ontwikkelde fiere jongemannen, bokserstypes die onversaagd het gevecht met de blote vuist aangingen. Hun politieke tegenstanders werden daarentegen steevast afgeschilderd als iele types, die zich tijdens hun vlucht voor de vuisten van de zogenaamd kordaat optredende SA-leden laf bedienden van messen en pistolen.

## Horst Wessel
Horst Wessel was een Duitse student en SA-propagandist die bekend werd als de schrijver van de tekst van wat na zijn dood zou worden betiteld als het Horst Wessellied, dat de officiële partijhymne werd van de NSDAP toen hij postuum tot martelaar van de beweging werd verheven. In 1926 was hij toegetreden tot de NSDAP en 1929 werd hij SA-Sturmführer in Berlijn.
Op 23 februari 1930 overleed Wessel in het ziekenhuis aan bloedvergiftiging, nadat hij op 17 januari door communisten was neergeschoten. Over de toedracht van dit incident bestaan diverse versies. Een communistisch doodseskader zou bij Wessel thuis hebben aangebeld en hem meteen hebben geliquideerd.

## Altonaer Blutsonntag 1932
De Altonaer Blutsonntag werd de benaming voor de gebeurtenissen van 17 juli 1932. Een rekruteringsmars door de SA leidde toen tot gewelddadige botsingen tussen de politie, de SA en aanhangers van de KPD. Deze vonden plaats te Altona, dat destijds tot de Pruisische provincie Sleeswijk-Holstein behoorde, maar nu deel uitmaakt van Hamburg. Bij deze gewelddadige botsingen vonden honderdachttien mensen de dood. De nationale regering onder leiding van Reichskanzler Franz von Papen en Reichspresident Paul von Hindenburg gebruikte het incident als aanleiding om de waarnemende regering van de Vrijstaat Pruisen af te zetten door middel van een nooddecreet, een gebeurtenis die bekend werd als de ¨Pruisische staatsgreep¨.

## Nacht van de Lange Messen 1934
De SA zag zichzelf aanvankelijk doorgaans als een militante politieke beweging, waarvan de NSDAP als partij de politieke zijtak zou zijn. De NSDAP daarentegen beschouwde zichzelf echter als een meeromvattende beweging, waarin aan de SA slechts een bijrol werd toebedacht ter bescherming van de eigen manifestaties en het intimideren van politieke tegenstanders en het verstoren van hun manifestaties.
Na de machtsovername in Duitsland door de NSDAP in 1933 tekenden zich steeds sterker verschillende tendensgroepen binnen de partij af, die om diverse redenen de invloed van de SA wilden verkleinen of haar het liefst zelfs helemaal zagen verdwijnen, nu hun oorspronkelijke rol na de val van de Weimarrepubliek zou zijn uitgespeeld. Hitler zelf vond dat de kopstukken van de SA te links waren. Daarnaast suggereerde Hitler dat de SA-top een aanslag op hem zou beramen  De leiding van het Duitse leger was sceptisch over de SA. Omdat Hitler de Wehrmacht hard nodig had in zijn plannen voor oorlogsvoorbereiding, was dit een reden de macht van de SA in te perken. . Hierop volgde de Nacht van de Lange Messen, eigenlijk een periode van enkele opeenvolgende dagen eind juni - begin juli 1934. Daarbij werden in een landelijk gecoördineerde actie vele kopstukken van de SA uit de weg geruimd. Een belangrijke rol hierbij speelde de later opgerichte SS, die hiermee haar machtspositie verstevigde en de SA binnen de NSDAP naar de achtergrond verdrong.

## Reichskristallnacht 1938
Tijdens de nacht van 9 op 10 november 1938 werden door SA-leden in geheel Duitsland honderden synagogen in brand gestoken en duizenden winkels en woningen van joden vernield.
Deze Reichskristallnacht, of Novemberpogrom, vond plaats in de nacht van 9 op 10 november 1938. Tijdens deze nacht werden 267 synagogen in brand gestoken en duizenden Joodse winkels en bedrijven verwoest. Daarnaast werden bijna 100 joden vermoord. Alleen al in Wenen werden 4038 joodse winkels verwoest. De nacht is vernoemd naar de grote hoeveelheid glaswerk dat die avond sneuvelde. Na afloop van de Kristallnacht werden niet de Duitsers, maar de joden verantwoordelijke gesteld voor de schade die tijdens de nacht was aangericht. Aan hen werd de verplichting opgelegd een vergoeding van 1 miljard Rijksmark te betalen. Duizenden joden werden gearresteerd en naar concentratiekampen afgevoerd: de Kristallnacht was dan ook het begin van de systematische vervolging van de joden in het Duitse Rijk

## SA en NSDAP

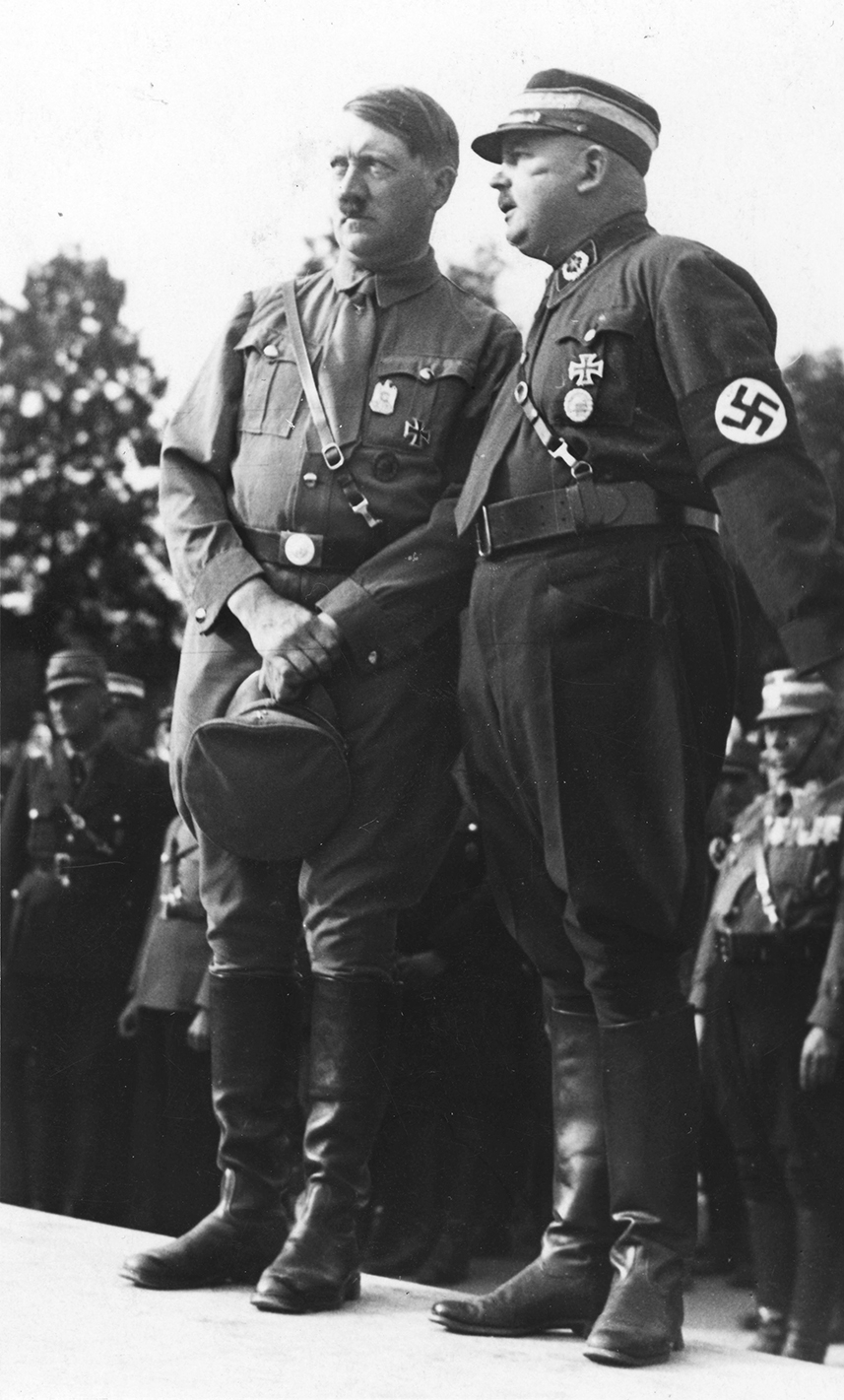
Hitler en Röhm bij een partijdag in Neurenberg

De SA stond onder het commando van Stabchef Ernst Röhm, een voormalige legerkapitein. Röhm had als voormalig legerkapitein en Freikorpslid de juiste contacten en kon de SA bevoorraden met wapens uit legerdepots of van Freikorpsen. De eerste SA-mannen werden dan ook uit de Freikorpsen gerekruteerd. 

### Kameraadschap
De SA bestond grotendeels uit arbeiders, veteranen en (voormalig) werklozen. De SA had een grote aantrekkingskracht op hen en vormde een belangrijk onderdeel, zo niet de ruggengraat van de partij. De NSDAP hield zich in die begintijd alleen nog met politiek, toespraken en de verspreiding van folders bezig. In de SA-kazernes heerste echter een kameraadschappelijke sfeer en konden jonge werklozen terecht voor vriendschap, een kop soep en een doorbreking van het eentonige werklozenbestaan. De SA gaf hun een doel en een bezigheid. 
De SA-beweging en Röhm stelden mede daarom het 'socialistische' luik van het nationaalsocialisme voor. Dit hield onder andere een antikapitalistische politiek en zogenaamd meer macht voor de arbeiders in. De economie zou rentevrij moeten worden gemaakt, want rente was immers 'Joods woekerkapitaal', volgens deze lezing. Ook meer 'linkse' NSDAP-prominenten als de gebroeders Strasser en Gottfried Feder hingen deze ideeën aan. 
Ook vond de SA-leiding dat de SA een overheersende rol moest spelen en uiteindelijk, na de machtsovername, het leger moest vervangen dan wel inlijven. Röhm zag de NSDAP als een middel om het leger en de Freikorpsen invloed te laten uitoefenen in de politiek. Hij zag zichzelf niet als ondergeschikt aan Hitler, maar meer als zijn 'mentor'. Hitler echter zag dit heel anders: volgens hem was de SA alleen maar een hulpdienst ondergeschikt aan de partij en haar leiding.

### Homoseksualiteit
Volgens de NSDAP was de SA een ontmoetingsplaats voor homoseksuelen. Hoewel formeel sterk afgewezen en zelfs actief bestreden door het naziregime, zouden zich inderdaad in de leiding van de nazi's in het algemeen, en die van de SA in het bijzonder, een vrij groot aantal homoseksuele mannen bevinden. Oprichter en commandant Röhm was zelfs openlijk homoseksueel. Overigens kon dit Hitler, ondanks de officieel vrij conservatieve lijn van de NSDAP, weinig schelen, zolang hij de Sturmabteilung maar kon gebruiken.

### Conflict
Uiteindelijk, na de machtsovername in Duitsland, kwamen Adolf Hitler en Ernst Röhm steeds openlijker in een escalerend conflict waarbij ze elkaar zwart begonnen te maken. Voordat dit overging in een gewapende strijd, elimineerde Hitler het dreigende gevaar in de Nacht van de Lange Messen in 1934, waarbij Röhm en de SA-top uitgeschakeld werden. Een groot deel van de taken van de SA werd nu overgenomen door Himmlers SS, zoals het beheer van de concentratiekampen.

## Geschiedenis

### 1921 - 1933: Opkomst en groei
De SA-mannen waren oorspronkelijk, begin jaren twintig, niets anders dan uitsmijters die de partijbijeenkomsten, die aanvankelijk alleen in thuisbasis München plaatsvonden, moesten beschermen tegen socialisten en communisten. Linkse tegenstanders kwamen soms met honderd of meer naar nazibijeenkomsten om daar vechtpartijen en verstoringen uit te lokken, of om de sprekende Hitler belachelijk te maken. Wanneer dat gebeurde werden ze door de SA-mannen hardhandig verwijderd. Hoewel officieel opgericht als een 'sportvereniging' of 'gymnastiekgroep' ging de SA steeds meer lijken op een privélegertje. In de jaren 20 en begin jaren 30 oefende de SA een ware straatterreur uit. De SA-mannen bestormden Joodse winkels, verstoorden communistische en sociaaldemocratische partijvergaderingen en intimideerden mensen. 
Maar niet alleen de NSDAP had haar eigen privéleger. Zowel haar aartsvijanden, de communisten en socialisten, als andere rivaliserende rechtse groeperingen bezaten hun eigen paramilitaire vleugels met wie de SA graag de confrontatie aanging. Dit liep meestal uit op zware mishandeling en zo nu en dan ook moord. Het conservatieve justitiële apparaat van Beieren stond echter relatief welwillend tegenover de SA en andere rechtse knokploegen en trachtte hen zo veel mogelijk te ontzien. Dit stond in schril contrast met de harde straffen waarop communistische relschoppers konden rekenen. Bij de Bierkellerputsch van 1923 was Röhm degene die ervoor had gezorgd dat de putschisten goed bewapend waren en de SA speelde een grote rol in de opstand zelf. Dit leidde mede tot het tijdelijke verbod op de NSDAP en de SA in 1924. Van 1929-1933 lag de dagelijkse leiding van de SA in handen van Pfeffer von Salomon.
Hitler zag de groeiende macht van de SA met lede ogen aan; aanvankelijk had hij de beweging nodig. Hoewel de SA als geheel nooit tot openlijke ongehoorzaamheid is overgegaan, waren er toch meerdere incidenten, waarbij een deel van de SA-top kritiek uitte op Hitler. Dit eindigde met een verzoening en vaak zuivering van de grootste onruststokers. 
In 1926 werd er binnen de SA een privéverdedigingsgroep opgericht om Adolf Hitler te beschermen (ook tegen de SA): de SS. Deze groep kwam later onder de leiding van Heinrich Himmler. In 1928 werd Röhm ten slotte tot de orde geroepen en deze vertrok teleurgesteld voor een paar jaar naar Bolivia waar hij als adviseur voor het Boliviaanse leger werkte. In 1933 keerde Röhm terug uit Bolivia om "zijn" SA andermaal te leiden.

### 1933 - 1934: Hoogtepunt en einde als machtsfactor

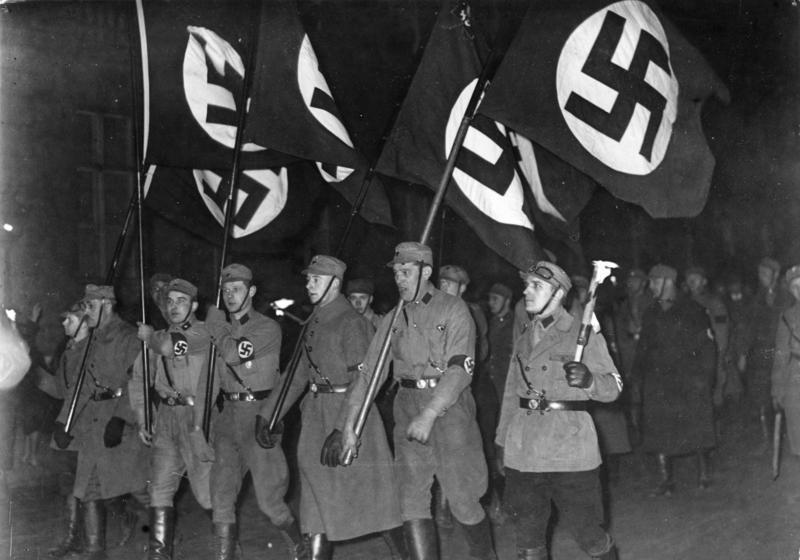
SA-mannen vieren de benoeming van Hitler tot Rijkskanselier (30 januari 1933)

De SA verkreeg aan het einde van de jaren 20 een ongekende macht. Bij de machtsovername op 30 januari 1933 was de SA al 400.000 man sterk, veel groter dan het officiële leger (Reichswehr) van de Weimarrepubliek dat volgens de bepalingen van het Verdrag van Versailles tot 100.000 man begrensd was. Deze groei zette zich in 1933 en 1934 versneld door de toestroom van opportunisten die carrière hoopten te maken in de 'nieuwe orde'. 
Het leger en het bedrijfsleven waren echter niet blij met deze ontwikkeling. Het leger was verontrust over de concurrentie van de SA en het bedrijfsleven maakte zich zorgen over de vijandigheid van de SA tegen het grootkapitaal. Bovendien hadden SA-mannen een reputatie van relschoppers en ordeverstoorders. Incidenten kwamen vaak voor, waardoor niet slechts de industriëlen, maar ook de gewone burgers van de SA vervreemdden en hen als "tuig" zagen. Bazen namen daarom iemand die lid was van de SA ook liever niet aan, zelfs nu de NSDAP in de regering zat. Het gevolg was dat onder de SA-mannen de werkloosheid onverminderd hoog bleef.
De 'socialistisch' georiënteerde Ernst Röhm en zijn staf gingen Hitler steeds meer irriteren, vooral na de machtsovername van de laatste in 1933. Hitler had de steun van het leger en de industriëlen nodig en kon Röhms ideeën niet gebruiken. De SA, die doorhad dat de 'sociale revolutie' uitbleef, ging zich van de Führer distantiëren. Gefrustreerde SA-mannen vielen een enkele keer zelfs de SS- of NSDAP-kantoren aan.
Hitler besefte dat de SA en Röhm toch wel ergens tegemoet moesten worden gekomen en benoemde Röhm tot minister zonder portefeuille. Dit werkte echter averechts daar Röhm nu openlijk ging beweren dat dit de eerste stap was tot de vorming van een 'SA-ministerie', dat in de toekomst wellicht het ministerie van Oorlog zou overnemen. Het leger maakte zich hier grote zorgen over. Verder was de SA benoemd tot hulppolitie in Pruisen door toedoen van Hermann Göring, waar ze extreem gewelddadig optraden jegens joden, communisten, socialisten en andere werkelijke of vermeende tegenstanders. Uiteindelijk werd deze bevoegdheid de SA weer afgenomen; niet wegens het geweld, maar omdat men beducht was voor een te grote macht van de SA. 
In de lente van 1934 was de SA met 4 miljoen man veel groter dan de NSDAP zelf. Zij beschikte over een eigen blad, SA-Mann, dat in plaats van Hitler, Röhm begon te bewieroken als leider. Hitler zag ook dit met steeds meer onvrede aan want hij kon uiteraard geen tweede Führer naast hemzelf dulden. De SA-mannen, van wie de meesten een jaar na de machtsovername nog steeds werkloos waren, waren begin 1934 niet te houden. De 'sociale revolutie' bleef uit, ze waren en bleven werkloos en Hitler keerde zich tot het grootkapitaal. “Adolf is verrot”, zei Röhm eens in intieme kring, “hij gaat alleen nog maar met reactionairen om.” Een andere uitspraak die Röhm deed had betrekking op de sociale revolutie die “desnoods zonder Hitler” zou worden doorgevoerd. Deze uitspraak, wellicht ongemeend in woede gedaan, werd door Viktor Lutze gehoord en aan Hitler overgebriefd. Deze besloot nu eindelijk de knoop door te hakken en de lastige concurrent, die steeds gevaarlijker leek te worden voor zijn positie, uit te schakelen nu het nog kon.
De verhoudingen met de NSDAP zijn naar buiten tot het eind toe altijd goed gebleven en Röhm heeft nooit in het openbaar kritiek op Hitler geleverd. Ook van een plan voor een putsch, zoals de nazi's later beweerden, is niets gebleken. Daar een enkele boze uitspraak wel erg mager bewijs is, begonnen de nazi's stukken te verzamelen en zelfs te fabriceren waaruit een plan voor een staatsgreep zou blijken. Een onschuldige bijeenkomst van de hogere SA-leiders in het weekend van 30 juni 1934 werd aangegrepen als excuus: in werkelijkheid zouden ze volgens Hitler bijeen zijn gekomen om de vermeende staatsgreep te plannen, met financiële steun van de Fransen.
In de Nacht van de Lange Messen op 30 juni 1934 werd de SA-top door de SS geëxecuteerd. Het nog overgebleven restant van de SA verklaarde zich loyaal aan Hitler en kwam onder leiding te staan van Viktor Lutze, maar verder was het uit met de macht van de SA.

### 1934 - 1945
Het ledenbestand werd gezuiverd en nam al snel gestaag af: in augustus 1934 waren er nog 2,9 miljoen SA-mannen, in april 1938 nog maar 1,2 miljoen. De beweging was nog wel vertegenwoordigd op partijdagen e.d. maar werd meer en meer een ontmoetingsclub voor veteranen. Na de herintroductie van de dienstplicht in 1935 verkozen bovendien de meeste mannen de Wehrmacht boven de SA, terwijl velen zich aanmeldden als vrijwilliger bij de SS.
De paramilitaire rol van de SA werd overgenomen door de SS. Wie daarna nog carrière wilde maken in de nazibeweging en de nazistaat, zorgde er maar beter voor geen banden met de SA te hebben.
De SA speelde nog eenmaal een rol van betekenis. In de Kristallnacht in 1938 waren het de SA-mannen die, in burgerkleding, joodse winkels kort en klein sloegen en hun eigenaren mishandelden.
Ondanks de sterk afgenomen betekenis werd de SA na de oorlog niettemin tot een illegale organisatie verklaard.

## Bestuur en organisatie
Aan het hoofd van de SA stond een Oberster SA-Führer. Dit waren de volgende personen. Röhm was, hoewel het werkelijke brein achter de SA, niet het titulair hoofd van de SA.
- Emil Maurice (1920–1921)
- Hans Ulrich Klintzsche (1921–1923)
- Hermann Göring (1923)
- Vacant (1923–1925)
- Franz Pfeffer von Salomon (1926–1930)
- Adolf Hitler (1930–1945)

In 1930 nam Hitler persoonlijk het bevel over de SA op zich om zich zo van haar loyaliteit te verzekeren. Vanaf dit moment was de Oberster SA-Führer een louter titulaire functie geworden. Het dagelijks bestuur berustte bij de Stabschef SA, de stafchef van de SA. Dit waren de volgende personen.
- Ernst Röhm (1931–1934)
- Viktor Lutze (1934–1943)
- Wilhelm Schepmann (1943–1945)

Deze stafchef stond aan het hoofd van de Oberste SA-Führung, de opperste SA-leiding, die nabij Stuttgart resideerde. De SA was onderverdeeld in grote formaties, de Gruppe. Deze Gruppen waren op hun beurt weer onderverdeeld in Standarten en Brigaden. Standarten vormden de organisatie van de SA op plaatselijk niveau en waren onderverdeeld in Sturmbannen en Sturme. De SA kende een zeer uitgebreide rangorde, lopend van SA-Mann tot SA-Obergruppenführer en de stafchef zelf.
Hiernaast bezat de stormtroopers-SA vele subkantoren en -organisaties voor onder andere de financiën, ledenwerving, administratie, beheer van voorraden en materieel etc. De SA bezat echter geen medische staf en was ook niet aanwezig in de bezette gebieden, in tegenstelling tot de SS. Wel ontstonden uiteindelijk op bescheiden schaal militaire takken. Voorbeelden waren de SA-Marine, een eenheid die de Duitse marine bijstond en de Feldherrnhalle die uiteindelijk tot een zelfstandig Panzerkorps uitgroeiden.

## Varia
In The Great Dictator (1940), een film geschreven en geregisseerd door Charlie Chaplin, die er tevens twee rollen in speelt, wordt een satirische kijk gegeven op Adolf Hitler. Het verhaal van de film speelt zich af in een fictief Europees land dat nazi-Duitsland moet voorstellen. Hierin wordt ook het optreden getoond van brutale doch domme groepen van zogeheten stormtroopers op. Brallend marcherend patrouilleren ze door de straten, op zoek naar slachtoffers en daarbij vertonen ze een frappante overeenkomst met de SA-vendels. Die waren destijds overal in Duitsland uit op het intimideren en mishandelen van niet-ariërs, waaronder Joden. In een bekende scène daarin vraagt zo´n stormtrooper aan Charlie Chaplin, in zijn rol als naamloze Joodse kapper, Are you aryan? (vert. ben jij ariër?), waarop Chaplin hilarisch-naïef antwoordt I am vegetarian.